# François Deluga
François Deluga, né le 18 novembre 1956 à Caudéran (Gironde), est un homme politique français. Membre du Parti socialiste, il est député de la 8e circonscription de la Gironde de 1997 à 2002, et du 1er décembre 2008, à la suite d'une élection partielle jusqu'en juin 2012, date à laquelle il ne se représente pas.

## Biographie
Après une formation en droit public à Sciences Po Bordeaux, il s’installe comme agent général d'assurances pour AXA à Andernos-les-Bains puis au Teich et ensuite La-Teste-de-Buch. François Deluga travaille au Conseil régional d'Aquitaine au début des années 1980, sous la présidence socialiste de Philippe Madrelle. Il obtient son premier succès électoral lors de l'élection municipale de 1989 en étant élu maire du Teich, devenant ainsi à 32 ans le plus jeune maire de France. Il est réélu à ce poste à la suite des élections de 1995, 2001 et 2008. À la suite de son élection comme maire du Teich, il est élu président du Parc Naturel Régional des Landes de Gascogne de septembre 1995 au mois de mai 2001, après y avoir été secrétaire puis vice-président, succédant ainsi à Alain Vidalies.
Lors des élections législatives de 1997, il conquiert le siège de député de la huitième circonscription de la Gironde en battant Robert Cazalet, le sortant UDF. Pendant ce mandat, il siège au sein du groupe socialiste et est membre de la commission de la production et des échanges puis de la commission de la défense nationale et des forces armées. Il est battu lors des élections législatives de 2002 par la candidate UMP, Marie-Hélène des Esgaulx. À la suite de l'élection au Sénat de celle-ci lors des élections sénatoriales de 2008, une élection législative partielle est organisée. Le 30 novembre 2008, M. Deluga est élu au second tour de cette élection en battant Yves Foulon, le maire UMP d'Arcachon. Il ne se représente pas en 2012, ayant été battu à l'investiture par Gilles Savary pour se présenter sous l'étiquette socialiste dans la 9e circonscription de la Gironde.
Lors des élections de 1998, il est élu au Conseil Régional d'Aquitaine et assure les fonctions de questeur jusqu'en juin 2001. Aux élections régionales de 2004, il est réélu sur la liste menée par Alain Rousset et devient 8e vice-président du conseil régional d'Aquitaine. À la suite de son élection comme député, il a fait part de son souhait d'abandonner son mandat régional en vertu de la loi sur le cumul des mandats.
De 2001 à 2008, il est élu Président de la COBAS (Communauté d'Agglomérations du Bassin d'Arcachon Sud). Il est administrateur du Centre national de la fonction publique territoriale (CNFPT) et est élu le 15 avril 2009 président du CNFPT par 15 voix contre 13. Il est réélu à la présidence du CNFPT le 28 janvier 2015, pour 6 ans, à l'occasion de la séance d'installation du nouveau conseil d'administration. Il est réélu président le 26 mai 2021 pour 6 ans.
A la création du Parc naturel marin du bassin d'Arcachon en 2014, il est élu président du Conseil de gestion du parc, et réélu à ce poste en 2021. A ce titre, il siège au conseil d'administration de l'Agence des aires marines protégées.
Au sein de l'Association des maires de France (AMF), il en est l'un des trois vice-présidents de 2017 à 2021, François Baroin étant à la présidence. Il est  élu au poste de trésorier général de l'AMF en décembre 2021 pour trois ans, avec pour président David Lisnard, maire de Cannes (LR).
Le 30 janvier 2023, lors de la cérémonie des vœux, il annonce quitter ses fonctions de maire du Teich, souhaitant laisser la place à une nouvelle génération.

## Mandats électoraux
Député
- 12 juin 1997 - 18 juin 2002 : député de la huitième circonscription de la Gironde
- 1er décembre 2008 - 19 juin 2012 : député de la huitième circonscription de la Gironde (élection partielle)

Conseiller régional
- 16 mars 1998 - 18 mars 2001 : conseiller régional d'Aquitaine et questeur au Conseil régional
- 29 mars 2004 - 15 décembre 2008 : conseiller régional d'Aquitaine
- 29 mars 2008 - 15 décembre 2008 : vice-président du conseil régional d'Aquitaine

Conseiller municipal / maire
- septembre 1995 - mai 2001 : président du Parc naturel régional des Landes de Gascogne
- avril 2001 - mai 2008 : président de la Communauté d'agglomération Bassin d'Arcachon Sud-Pôle Atlantique
- 20 mars 1989 - 30 janvier 2023 : maire du Teich (Gironde)
- depuis le 15 avril 2009 : président du Centre national de la fonction publique territoriale

## Décorations
- Chevalier de la Légion d'honneur (2013)[3]